# Warsaw (Carolina del Nord)
Warsaw és una població dels Estats Units a l'estat de Carolina del Nord. Segons el cens del 2000 tenia 3.051 habitants.

## Demografia
Segons el cens del 2000, Warsaw tenia 3.051 habitants, 1.187 habitatges i 777 famílies. La densitat de població era de 422,2 habitants per km².
Dels 1.187 habitatges en un 31,6% hi vivien nens de menys de 18 anys, en un 38,3% hi vivien parelles casades, en un 23,3% dones solteres, i en un 34,5% no eren unitats familiars. En el 31,3% dels habitatges hi vivien persones soles el 13,9% de les quals corresponia a persones de 65 anys o més que vivien soles. El nombre mitjà de persones vivint en cada habitatge era de 2,47 i el nombre mitjà de persones que vivien en cada família era de 3,06.
Per edats la població es repartia de la següent manera: un 27,1% tenia menys de 18 anys, un 10% entre 18 i 24, un 26,5% entre 25 i 44, un 19,3% de 45 a 60 i un 17,1% 65 anys o més.
L'edat mediana era de 34 anys. Per cada 100 dones de 18 o més anys hi havia 79,7 homes.
La renda mediana per habitatge era de 23.358 $ i la renda mediana per família de 27.473 $. Els homes tenien una renda mediana de 20.859 $ mentre que les dones 19.861 $. La renda per capita de la població era de 12.476 $. Entorn del 24,3% de les famílies i el 30,9% de la població estaven per davall del llindar de pobresa.

## Poblacions més properes
El següent diagrama mostra les poblacions més properes.